# محمد حسين الكاظمي
الشيخ محمد حسين بن هاشم العاملي الكاظمي (1224 هـ - 1308 هـ). هو رجل دين وفقيه ومرجع شيعي عراقي، وتعود أصول أسرته إلى جبل عامل في جنوب لبنان. كان قد تصدّى لزمام المرجعية والزعامة الدينية للشيعة؛ فرجع إليه في التقليد العديد من الشيعة العرب والفرس وغيرهم.
وكانت ولادته في الكاظمية سنة 1224 هـ الموافق لعام 1809 تقريبا ؛ وقد كان والده فقير الحال، وكان يطلب العلوم الحوزوية خفيةً عن والده، لأن والده كان يريد أن يعينه في أمور معاشه، ثم هاجر إلى النجف في عهد محمد حسن النجفي صاحب الجواهر، وتتلمذ عليه وصاهره حيث تزوج ببنته، ودرس الفقه عند عبد الله نعمة العاملي، كما درس عند مرتضى الأنصاري ثم استقل بالتدريس. وقد أصيب ببصره في آخر حياته فكانت زوجته تقرأ له وتكتب ما يريده. 

من مؤلفاته كتاب (هداية الأنام إلى شرائع الإسلام)، يقع في 25 جزءا، من أبرز تلامذته المرجع الديني الشيخ محمد المظفر المتوفي في 1322 هـ .
وقد خلّف ولدين - من رجال الدين - هُما: محمد جواد وله ذرية، وأحمد الذي تُوفيّ دون أن يُخلّف أي ذرية.

## مؤلفاته
| - هداية الأنام في شرائع الإسلام. هذا الكتاب شرحٌ على كتاب شرائع الإسلام في خمسةٍ وعشرين مُجلّداً؛ وصل فيه إلى كتاب القضاء، وتوفّي وهو مشغول في إكماله. - بغية الخاص والعام. هو متن كتابة الهداية. | - نخبة العباد. رسالته العملية المُوجّهة لعمل مُقلّديه. - حاشية على كتاب القوانين. - حاشية على الرسائل. |

### كتب
- أعيان الشيعة. محسن الأمين، طبع بيروت - لبنان، تاريخ الطبع مفقود، منشورات دار التعارف.
- الذريعة إلى تصانيف الشيعة. آغا بزرگ الطهراني، طبع بيروت - لبنان، تاريخ الطبع مفقود، منشورات دار الأضواء.

### إشارات مرجعية
1. 1 2  
الأمين، محسن. أعيان الشيعة - ج9. ص. 257. مؤرشف من الأصل في 2019-12-13.
2. ↑  
الطهراني، آغا بزرگ. الذريعة إلى تصانيف الشيعة - ج25. ص. 173. مؤرشف من الأصل في 2019-12-17.